# Veresfalva
Veresfalva (Vărășeni), település Romániában, a Partiumban, Bihar megyében.

## Fekvése
Belényestől északnyugatra, a Hollód-patak közelében, Fehérlak, Robogány és Szombatság közt fekvő település.

## Története
Veresfalva nevét 1508-ban említette először oklevél Weresfalwa néven.
1692-ben Veres Falua, 1808-ban Krisany Veresány, 1913-ban Veresfalva néven írták.
1910-ben 629 lakosából 5 magyar, 624 román volt. Ebből 620 görögkeleti ortodox volt.
A trianoni békeszerződés előtt Bihar vármegye Magyarcsékei járásához tartozott.